# Agnezia tenue
Agnezia tenue är en sjöpungsart som beskrevs av Monniot 1983. Agnezia tenue ingår i släktet Agnezia och familjen Agneziidae.
Artens utbredningsområde är Södra Ishavet. Inga underarter finns listade i Catalogue of Life.